# Muntele Rece
Muntele Rece – wieś w Rumunii, w okręgu Kluż, w gminie Măguri-Răcătău. W 2011 roku liczyła 521 mieszkańców.